# Cystoscoop

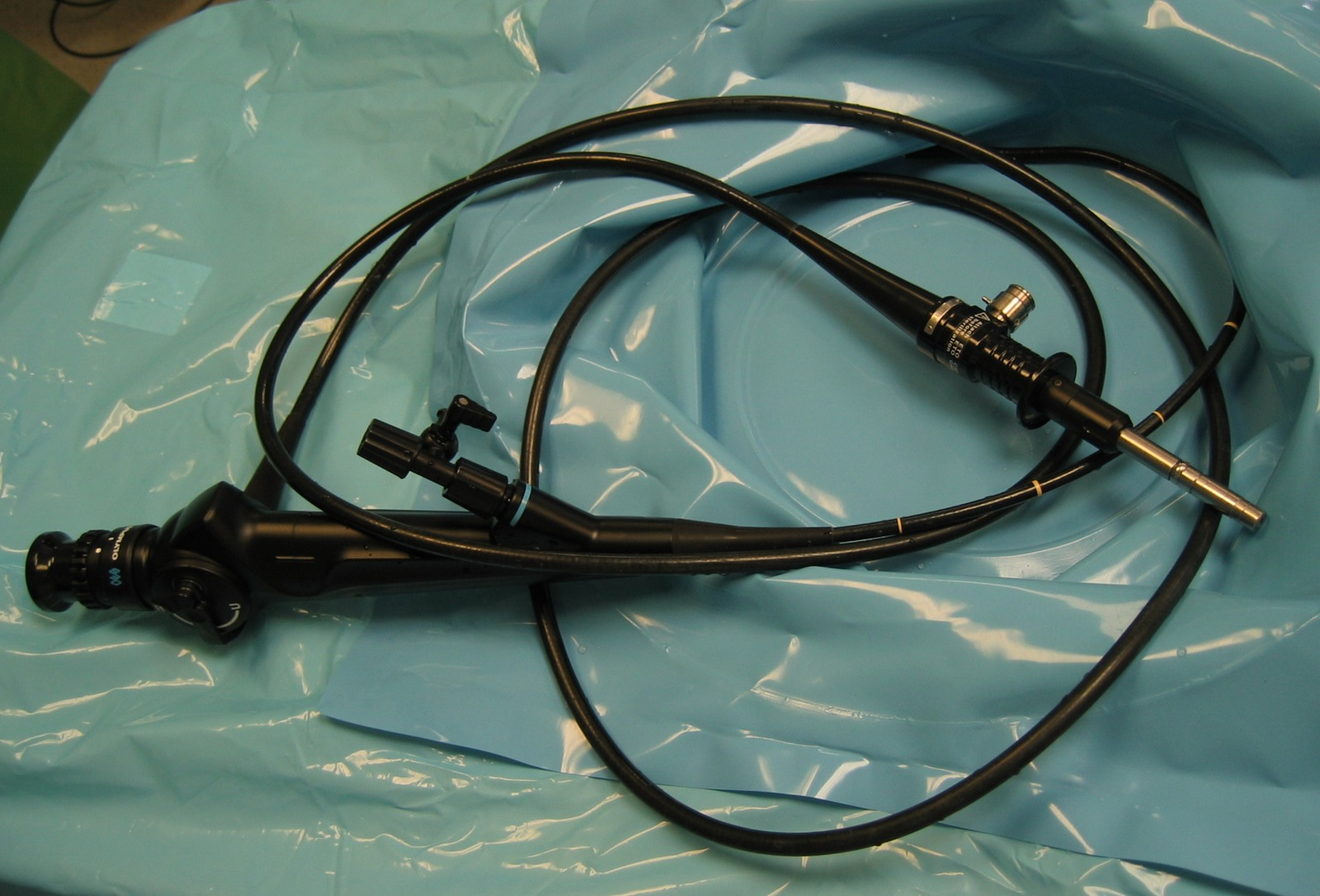
Flexibele cystoscoop

Een cystoscoop is een endoscoop die gemaakt is voor gebruik via de opening van de plasbuis.  Door de - al dan niet flexibele - buis kunnen urineleiders en blaas onderzocht worden. Het onderzoek met een cystoscoop wordt cystoscopie genoemd.  
De eerste praktische cystoscopen werden door de Franse arts Antonin Desormeaux die als chirurg in Parijs werkte in 1853 gepresenteerd. De door hem gebruikte endoscoopverlichting functioneerde op basis van olie en alcohol. Met de ontwikkeling van elektrisch verlichte cystoscopen in 1879 brak de cystoscoop door als onderzoeksinstrument. Moderne cystoscopen maken gebruik van miniatuurvideocamera's voor beeldvorming en bieden mogelijkheden voor het doen van ingrepen via het cystoscoopkanaal.